# Daniel Calebsson
Daniel Calebsson, född 1 januari 1981 i Habo, är en svensk innebandyspelare som spelat i Pixbo Wallenstam IBK och det svenska landslaget.
Han har bland annat tre VM-guld på meritlistan. Han har tidigare varit proffs i den schweiziska klubben Floorball Köniz.
2022 säger Daniel Calebsson i en intervju att han återvänder till Innebandyn, men denna gång som tränare i Lindås Rasta IBK.

## Klubbar
- Fagerhult Habo IBK (1994/95-1997/98)
- Jönköpings IK (1998/99-2006/07)
- Floorball Köniz, Schweiz (2007/08-2009/10)
- Pixbo Wallenstam IBK (2010/11-2021/22)
- Lindås Rasta IBK (2022/23- )